# Кочумов, Аманклыч Овезович
Аманклы́ч Ове́зович Кочу́мов (туркм. Amangylyç Öwezowiç Koçumow; род. 24 июля 1965, Ашхабад) — советский и туркменский футболист, ныне главный тренер клуба «Небитчи». Мастер спорта, Заслуженный тренер Туркменистана (2002).

## Клубная карьера
В 1988—1989 выступал за «Копетдаг». В 1989—1991 играл за «Ахал».
В 1992 в 1-м туре независимого чемпионата Туркменистана забил 5 мячей в ворота «Спорта» из Бюзмейина. Затем, за 20 туров забил ещё 22 мяча.
В 1993 играл за «Бюзмейин», на 1-м этапе чемпионата 1993 забил 12 мячей. На втором этапе в первых 6-ти играх забил 2 мяча.
В 1994—1999 играл за «Туран» (Дашогуз) (был капитаном), «Экскаваторщик», «Мерв», «Копетдаг».

## Тренерская карьера
Карьеру тренера начал в конце 1999 года наставником «Ахала». В 2000 году вывел команду МВД Туркменистана «Галкан» в высшую лигу. С 2001 года старший тренер отделения футбола училища олимпийского резерва Туркменистана и главный тренер юношеской сборной страны.
Под руководством Кочумова на международных спортивных юношеских играх стран СНГ и Балтии в 2002 году в Москве сборная Туркменистана вошла в восьмерку сильнейших. За этот успех удостоен звания «Заслуженный тренер Туркменистана».
В 2005 году был и. о. главного тренера сборной Туркменистана. Под его руководством сборная провела только одну игру, в которой туркмены уступили сборной Бахрейна 0:5.
C 2008[уточнить] по 2015 год возглавлял футбольный клуб «Ашхабад».
В 2011 году возглавил олимпийскую сборную Туркменистана.
В 2015 году был назначен главным тренером национальной сборной Туркменистана для подготовки команды к участию в отборочном турнире на Чемпионат мира по футболу 2018. Туркменская команда заняла 3 место в группе «D», что не позволило команде пройти в следующий этап отборочных игр на чемпионат мира 2018, однако дало возможность побороться за попадание на Кубок Азии 2019.
В сентябре 2019 года назначен главным тренером футбольного клуба «Ахал».
В августе 2020 года возглавил балканабатский «Небитчи».

## Семья
Сын Овеза Ашировича Кочумова (07.02.1931) — судьи всесоюзной категории, заслуженного тренера Туркменистана, почётного председателя ассоциации футбола Туркменистана.

## Статистика
| Сезон   | Клуб            | Лига        | Чемпионат | Чемпионат |
| Сезон   | Клуб            | Лига        | Игры      | Голы      |
| ------- | --------------- | ----------- | --------- | --------- |
| 1988    | Копетдаг        | Вторая лига | 33        | 2         |
| 1989    | Копетдаг        | Вторая лига | 1         | 0         |
| 1989    | Ахал-ЦОП        | Вторая лига | 29        | 2         |
| 1990    | Ахал            | Вторая лига | 35        | 8         |
| 1991    | Ахал            | Вторая лига | 13        | 4         |
| 1991    | Небитчи         | Вторая лига | 10        | 7         |
| 1992    | Ахал            | Высшая лига | ?         | ?         |
| 1993    | Бюзмейин        | Высшая лига | ?         | ?         |
| 1994    | Туран (Дашогуз) | Высшая лига | ?         | ?         |
| 1995    | Туран (Дашогуз) | Высшая лига | ?         | ?         |
| 1996    | Экскаваторщик   | Высшая лига | ?         | ?         |
| 1998/99 | Копетдаг        | Высшая лига | ?         | ?         |

## Достижения
- Многократный призёр чемпионата Туркменистана: 1993, 1999 (серебряный), 1992 (бронзовый)
- Обладатель Кубка Туркменистана: 1995
- В 1993 назван в числе лучших футболистов Туркменистана (3-е место)